# Ernst Albrecht von Eberstein
Ernst Albrecht von Eberstein (6. červen 1605 Gehofen – 9. červnen 1676 Neuhaus) byl vojenským velitelem během Třicetileté války a jako takový bojoval na obou stranách konfliktu. Byl zasloužilým členem tzv. Ovocné společnosti, která se zabývala literaturou a lingvistikou.

## Životopis

### Původ
Ernst Albrecht von Eberstein pocházel ze starého franckého šlechtického rodu von Ebersteinů. Jeho rodiči byli Wolf Dietrich von Eberstein (1575–1627) a jeho manželka Alžběta von Lauterbach(1583–1664). V jedenácti letech byl svěřen do péče svého strýce z matčiny strany, který byl generálporučíkem ve službách nizozemského parlamentu a ten vzal svého synovce sebou do Nizozemí. V doprovodu svého strýce velmi často cestoval a byl i svědkem bitvy na Bílé hoře v listopadu 1620. Poté sloužil jako páže hrabat z Mansfeldu a Stolbergu.

### Vojenská kariéra ve třicetileté válce
Od roku 1623 se účastnil třicetileté války, nejprve byl ve vojsku Jan Tserclaese Tillyho, poté byl od roku 1625 ve švédských službách. Od roku 1630 byl komorníkem vévody Viléma Sasko-Výmarského. V roce 1632 vstoupil v hodnosti majora do armády lankraběte Viléma V. Hesensko-Kasselského a bojoval proti císařským a španělským vojskům. V roce 1635 byl po pražském míru odvolán. V roce 1636 se vrátil do Hesenska a v následujícím roce bojoval pod švédským polním maršálem Johanem Banérem. V roce 1643 přešel do Hesensko-Darmstadtských služeb a stal se velitelem pevnosti Giessen. V roce 1646 byl povýšen na generálporučíka a znovu bojoval proti Švédsku a Hesensku. V březnu 1648 vstoupil znovu do císařských služeb jako podmaršálek.

### Dánský polní maršál
Po Vestfálském míru se zpočátku stáhl na svá panství Gehofen a Leinungen. Od roku 1657 bojoval v dánském vojsku, byl povýšen na polního maršála. V roce 1659 v bitvě u Nyborgu porazil společně s dánsko-německý polním maršálem Hansem von Schack švédské vojsko. Dánský král Frederik III. jej ocenil Řádem slona. Od roku 1665 se opět usadil na svých panstvích a zůstal ve službě u saského kurfiřta Jana Jiřího II., byl jmenován saským polním maršálem a tajným a válečným radou. Zemřel v roce 1676 a byl pohřben v kostele Gehofenu.

## Rodina
V roce 1633 se oženil s Annou Marií von Calenberg v Rothwestenu u Kasselu. Jeho manželka zemřela v roce 1637 v polním táboře u Torgau. V roce 1638 se znovu oženil v pevnosti Minden s Otilií Alžbětou von Ditfurth (1618–1675). Manželé měli spolu osm synů a šest dcer.
- Jan Wolf (1639–1646)
- Jiří Ernst († 1693) ⚭ 1660 Dorota Alžběta von Gersdorf († 1693)
- Kašpar Heinrich (†1643)
- Kateřina Alžběta (†1685) ⚭ 1. Bernhard von der Asseburg (†1657), 2. Baltazar von Wulfen
- Hedvika Luise ⚭ 1. Zikmund von Gersdorf, 2.Tomáš von Grote (1625–1668)
- Anna Eleonora (1645 –1645)
- Magdalena Otilie (†1703) ⚭ 1. Adam Kryštof von Gehofen, 2. Jan Jiří von Werthern (⚔ 21. června 1690 ve Fleury)
- Jiří Ernst († 1647)
- Anton Albrecht (1649–1703), kanovník, linie Domhof ⚭ Julie von Rössing (†1720)
- Kryštof Ludvik (1650–1717), linie Neuhaus ⚭ 1678 Eleonore Sophie von Beichlingen (1657–1720)
- Dorota Eleonora (1652–1670)
- Maria Anna (1654–1656)
- Wolf Dietrich (†1660)
- Jiří Sittig (1656–1687) ⚭ Filipa Anežka von Werthern (* 1658)